# Kuloštítník beraní
Kuloštítník beraní (Clytus arietis) je druh brouka z čeledi tesaříkovití. Náleží do rodu Clytus.

## Vzhled
Kuloštítník beraní používá mimikry a barevně se podobá vosám, ale na rozdíl od vos není nebezpečný. Při ohrožení vydává bzučivý zvuk podobný zvuku vosy, proto je s vosami často zaměňován. Dosahuje délky 9 až 18 mm. Je černý a na zádech má několik žlutých pruhů, na hlavě má dlouhá tykadla. Jeho nohy jsou zbarveny hnědě.

## Výskyt
Kuloštítníka lze nejčastěji spatřit mezi květnem a červencem, kdy je nejvíce aktivní. Kuloštítník beraní je denní brouk, nejčastěji létá ve slunečných dnech a často vyhledává květiny, jelikož se živí převážně pylem a nektarem.
Kuloštítník beraní se vyskytuje v Evropě, v Rusku, na Kavkazu a v zemích Blízkého východu, jako např. Turecko a Írán. Vyskytuje se i v Česku, místy hojně.

## Rozmnožování
Kuloštítník beraní klade larvy do trouchnivějícího dřeva a kořenů listnatých stromů. Vývojový cyklus larev trvá dva roky.